# Zwing-Uri

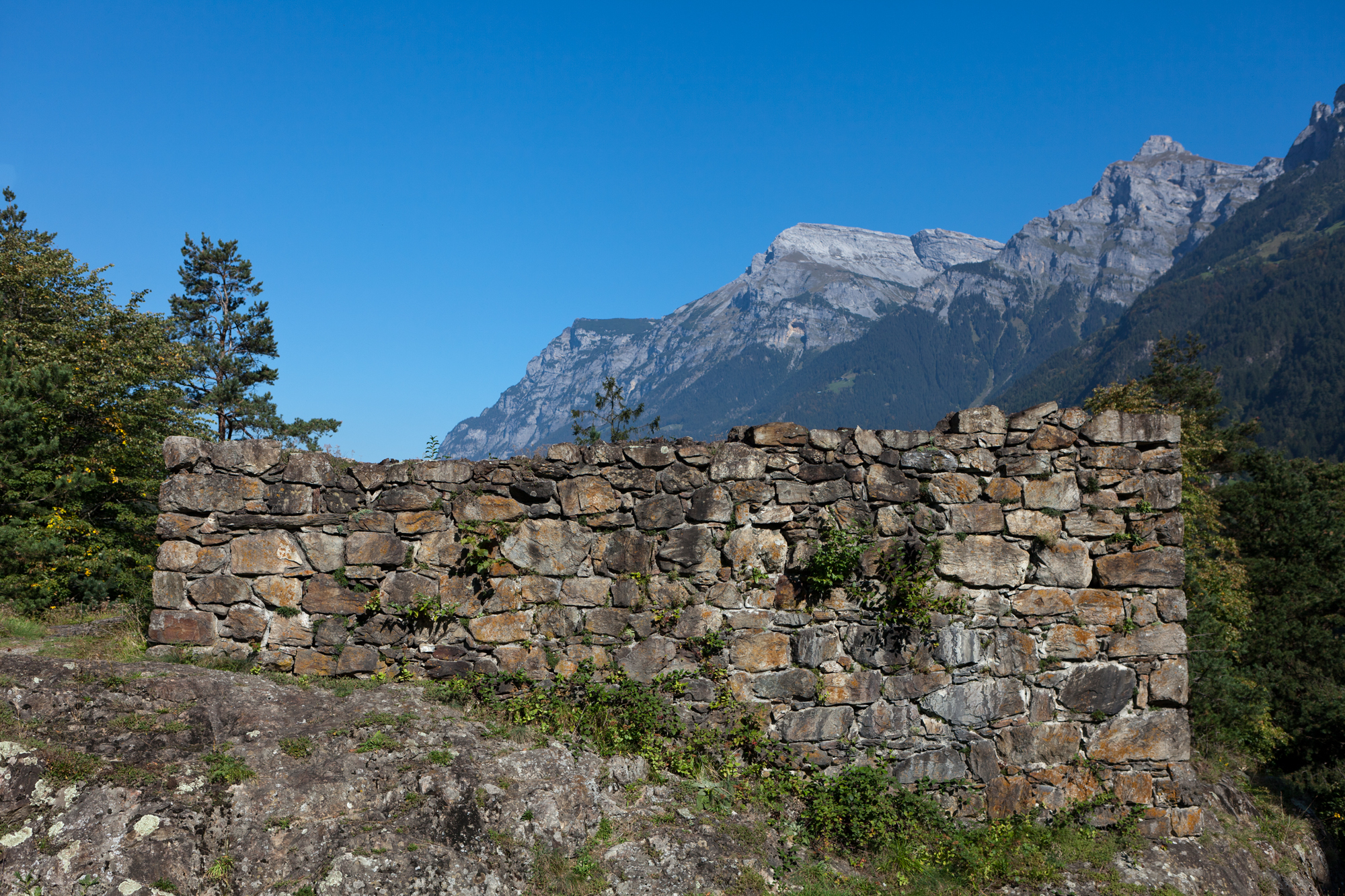
Ruine Zwing-Uri (2011)

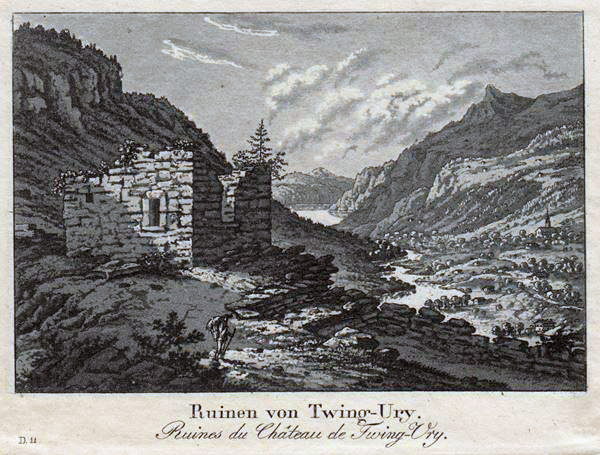
Aquatinta-Grafik (1835)

Die Burgruine Zwing-Uri (früher auch Twing-Ury) steht auf dem Hügel «Flüeli» nördlich von Amsteg in der Schweizer Gemeinde Silenen.
Sie ist seit 1928 im Eigentum des Schweizerischen Burgenvereins. Archäologische Untersuchungen von 1978 und 1989 erhellten die Siedlungs- und Baugeschichte des Flüelihügels. Er war bereits in der mittleren Bronzezeit um 1500 v. Chr. besiedelt. Der Wohnturm wurde in der ersten Hälfte des 13. Jahrhunderts erbaut und hatte einen Grundriss von rund 10 m × 10 m. Im ersten Viertel des 14. Jahrhunderts erfolgte ein Ausbau mit Ringmauer und Halsgraben, der aber unvollendet blieb. Gegen 1350 wurde die Burg aufgegeben.
Zwing-Uri gehört in die Reihe der namentlich genannten habsburgischen Burgen, die gemäss der Überlieferung des Weissen Buchs von Sarnen in den Freiheitskämpfen der Innerschweizer zerstört wurden.

„Fronvogt, wie wird die Veste denn sich nennen,

 Die wir da bau’n? – Zwing Uri soll sie heißen,
Denn unter dieses Joch wird man euch beugen.“

Die Burg mit einem damals bestehenden Wirtshaus wurde 1888 vom österreichischen Maler Josef Hoffmann als Wohnung gekauft. Später übergab er sie der Allgemeinen Deutschen Künstlergenossenschaft als Ferienheim.
Die Ruine ist ein Kulturgut von nationaler Bedeutung. Im Hügel, zwischen Burg und Bahnlinie, befand sich der Bundesratsbunker "A 8760 / K8 Brindlistollen", in diesem wird heute ein unterirdisches Rechenzentrum betrieben.